# Sebastian Leber

Sebastian Leber

Sebastian Leber (* 1977 in Freiburg im Breisgau) ist ein deutscher Journalist und Sachbuchautor.

## Leben
Aufgewachsen im Rheinland, studierte Sebastian Leber Geografie, Geschichte und Volkswirtschaft an der Universität Hamburg und besuchte anschließend die Berliner Journalisten-Schule. Seither als Journalist tätig, ist er Redakteur beim Berliner Tagesspiegel und dort seit 2016 Reporter.
2010 erschien sein erstes „Lifestyle“-Sachbuch Abgeblitzt, in dem er Abfuhren von Männern beim Flirten dokumentierte. Dem folgten bislang drei weitere Titel jeweils in Zusammenarbeit mit einer Co-Autorin. Er betreibt außerdem den Blog Tiere sind Freaks.
2021 enthüllte Leber in seinem Artikel Kampagne gegen Tagesspiegel – Die Verschwörungsmärchen, die Ovalmedia verbreitet die enge Verbindung der Berliner Filmfirma OVALmedia mit impfkritischen Verschwörungstheoretikern, die zuvor auch schon versucht hatten, ihn als Person zu denunzieren.
Sebastian Leber lebt in Berlin-Kreuzberg.

## Auszeichnungen und Nominierungen
- 2018: Nominierung des Textes Mit voller Wucht für den Deutschen Reporterpreis.[6]
- 2019: Platz 2 als Journalist des Jahres in der Sparte „Reportage regional“ durch eine Jury des Medium Magazins.[7]
- 2020: Platz 3 bei dem vom DJV Berlin – JVBB ausgelobten Journalistenpreis „Der lange Atem“ für die langjährige Berichterstattung über Verschwörungsgläubige und Reichsbürger.[8]
- 2021: Platz 4 als Journalist des Jahres in der Sparte „Reportage regional“ durch eine Jury des Medium Magazins.[9]
- 2022: Platz 1 beim deutschen Finale des „Reporter Slams“.[10]

## Bibliografie
- Abgeblitzt: 33 Männer berichten von herzzerreißenden Abfuhren, schmachvollen Niederlagen und unerwiderten Gefühlen. Schwarzkopf & Schwarzkopf Verlag, Berlin 2010, ISBN 3896029576.
- Nachts sind alle Katzen blau: Feiern für Fortgeschrittene. Zus. mit Nana Heymann. Goldmann Verlag, München 2013, ISBN 3442157331.
- Ernie gegen Bert und 99 andere Duelle. Zus. mit Yvonn Barth. Goldmann Verlag, München  2013, ISBN 3442157706.
- Dick gegen Doof plus 99 neue Duelle. Zus. mit Yvonn Barth. Goldmann Verlag, München 2014, ISBN 344215782X.